# صيد الأسماك بالقوس

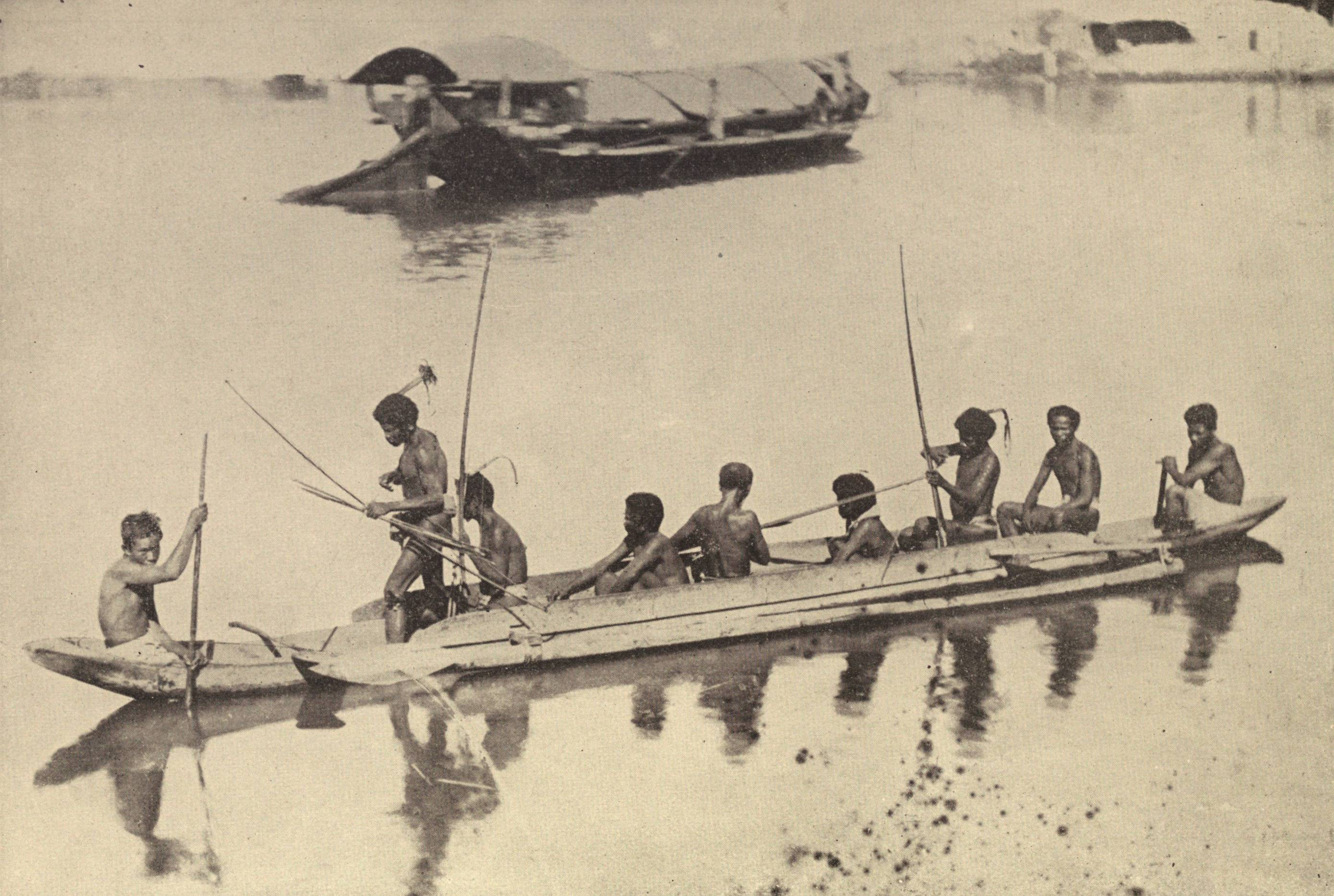
The Filipino Negritos traditionally used bows and arrows to shoot fish in clear water.

صيد الأسماك بالقوس هي طريقة الصيد التي تستخدم فيها معدات متخصصة بالنبالة لاصطياد الأسماك. تضرب الأسماك بسهم متصل بخيط خاص ينتهي إلى بكرة مثبتة على القوس. يصطاد في بعض أنواع المياه العذبة عادة الكارب الشائع ومبروك الحشائش والمبروك كبير الرأس. وفي المياه المالحة تُصطاد أسماك القرش وغيره من أنواع الأسماك.

## المصدر
- Bear، Fred (1980). "Underwater Bowhunting". The Archer's Bible (revised edition). Doubleday; New York. ص. 123–129. ISBN:0-385-15155-1.

## وصلات خارجية
- BowfishingForum.com Bowfishing المنتدى
- الرماية والصيد تقارير الصيد